# Klaas de Heer
Klaas de Heer (1829 - 1904) was een Nederlandse boer uit Schermerhorn die de dam- en schaaksport beoefende en een zoon van Aris de Heer, eveneens een uitmuntend dammer. Hij haalde onder andere een derde plaats in het wereldkampioenschap dammen van 1886.
Van zijn schaakpartijen zijn er slechts twee bewaard gebleven. De ene won hij, in de andere maakte hij in gewonnen positie een blunder en verloor alsnog. Adolf Anderssen, zijn tegenstander, beweerde dat De Heer tot de tien beste spelers ter wereld gerekend moest worden.